# François Michel Blondela
Pour les articles homonymes, voir Blondela.
 (juin 2025).
François Michel Blondela est un officier de marine et un dessinateur français né le 17 mai 1761 à Saint-Malo et mort en 1788 à Vanikoro.
Il fut membre de l'expédition de La Pérouse (1er août 1785-1788).

## Biographie

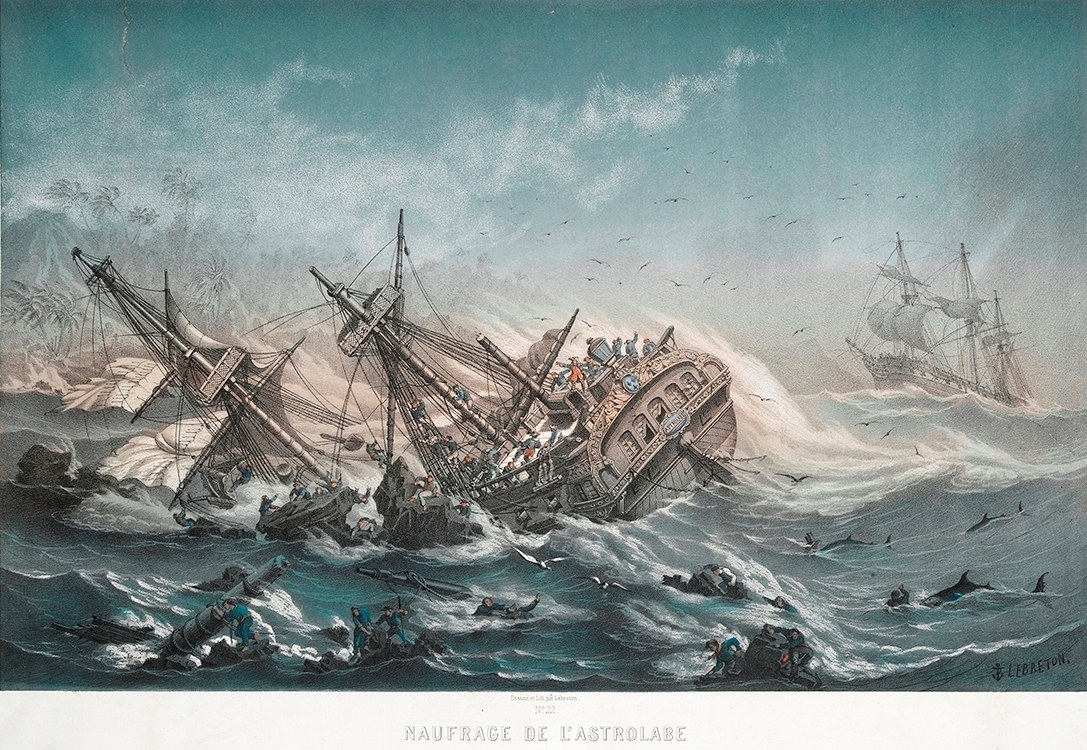
Le naufrage de la Boussole et l'Astrolabe, dans lequel disparu François Michel Blondela en 1788.

François Michel Blondela est le fils de Jacques Yves Blondela de Taisy et de Françoise Marguerite Landais. Il navigue dès 1777. Officier auxiliaire sur les Bâtiments du roi pendant la guerre d'indépendance américaine, il participe à neuf combats d'escadre et est nommé lieutenant de frégate le 1er octobre 1784.
Il sert sous les ordres de MM. de Monteil, de Bougainville et Martelli Chautard, qui font l'éloge de sa bravoure, de son zèle, de sa conduite et de ses connaissances. Il en a de particulières dans les mathématiques, le dessin et la construction. Il était sur le Palmier lors de son naufrage en 1782.
En 1785, il embarque sur L'Astrolabe, l'un des deux navires qui devaient partir explorer l'océan Pacifique sous les ordres de La Pérouse. Il est nommé sous-lieutenant de vaisseau le 1er mai 1786. Il disparaît en 1788 à Vanikoro lors du naufrage de l'expédition.
Dessinateur émérite, il a laissé L'Atlas de Blondela et nombre de ses dessins ont servi à illustrer les récits du voyage de La Pérouse dans les années 1790. Il est l'un des deux principaux dessinateurs de l'expédition avec Gaspard Duché de Vancy.

Atlas du voyage de La Pérouse (1797), gravures d'après les dessins de François Michel Blondela
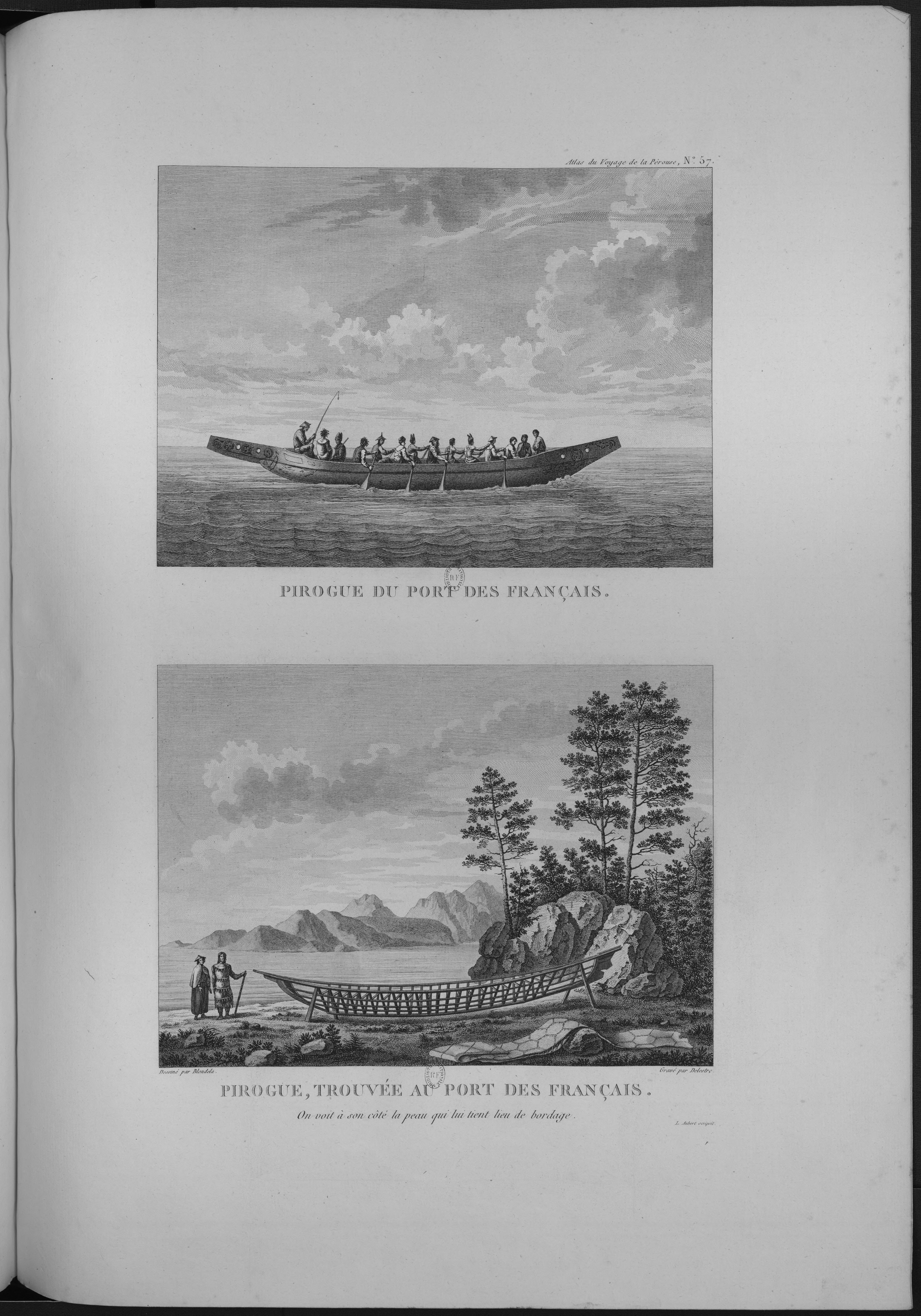
'Pirogues du Port des Français.
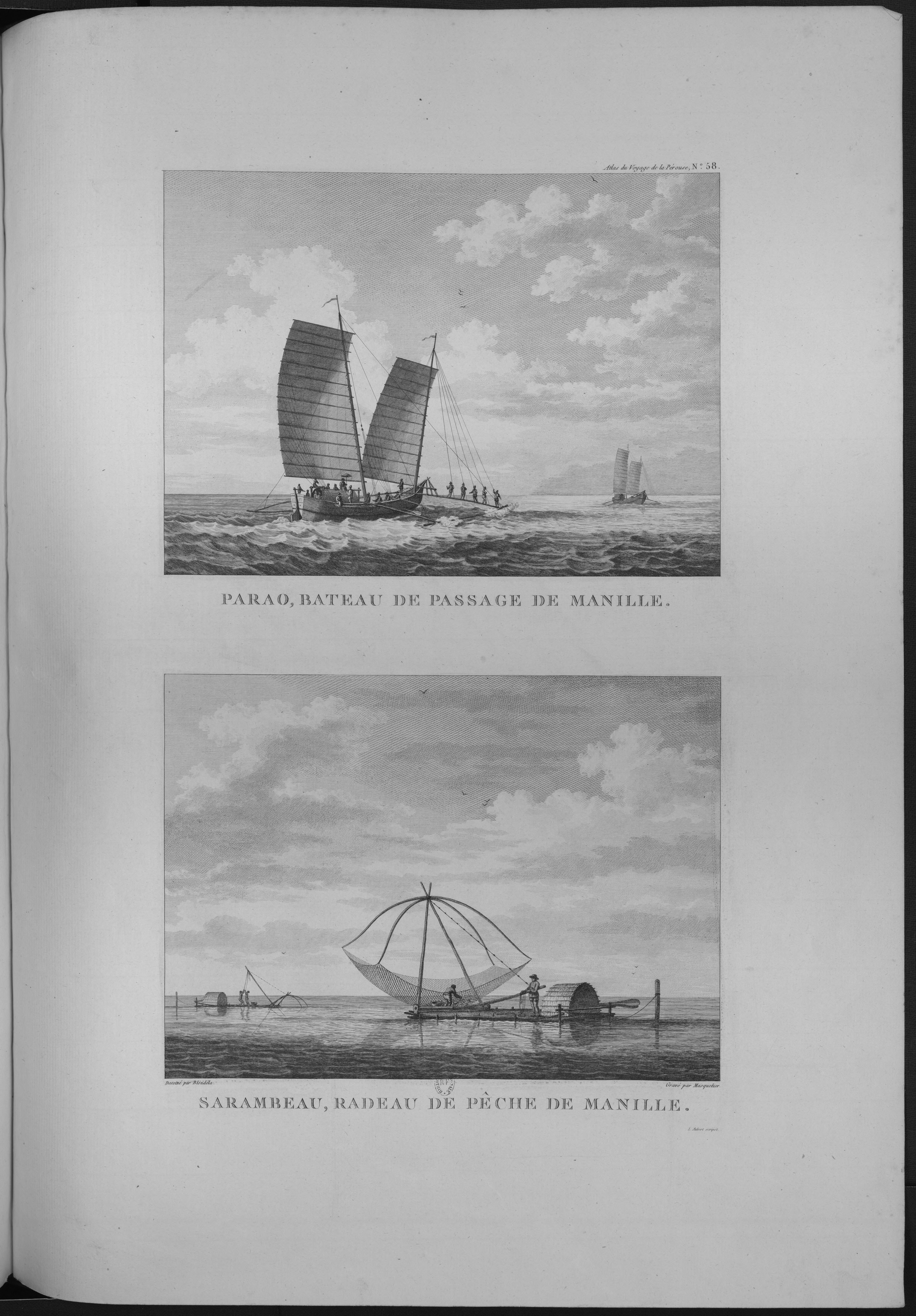
Manille : parao et sarambeau.
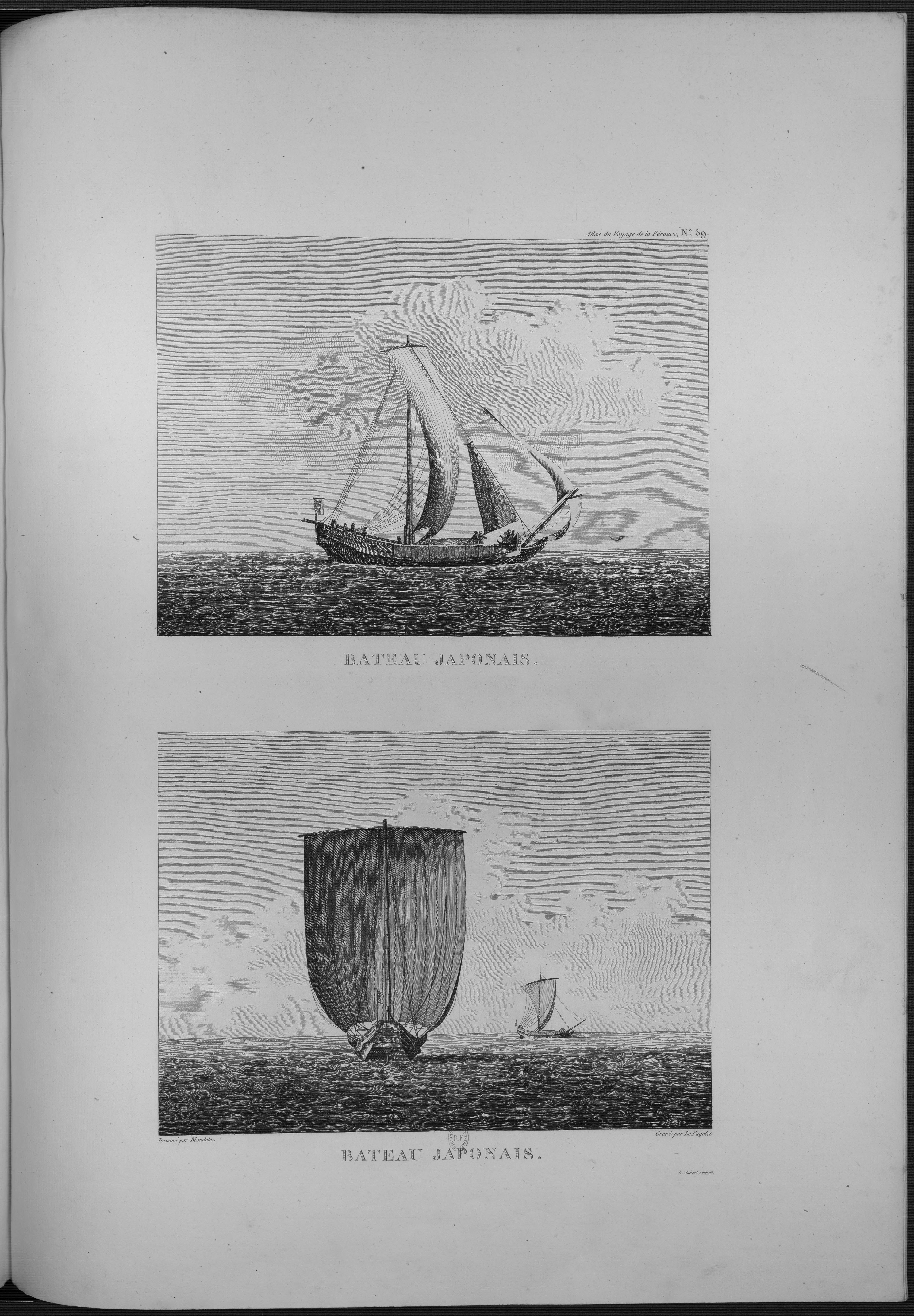
Bateaux japonais.
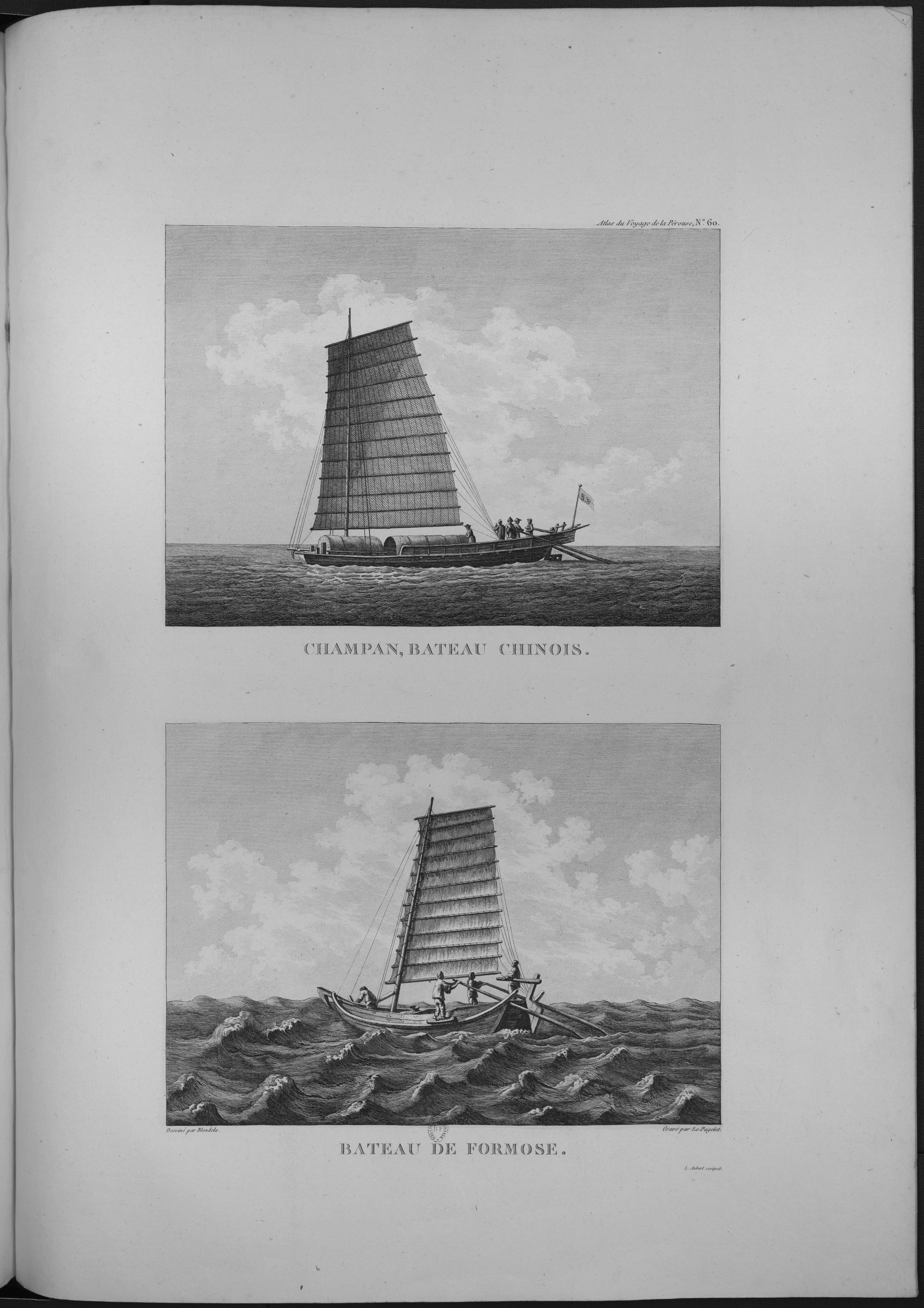
Champan et bateau de Formose.
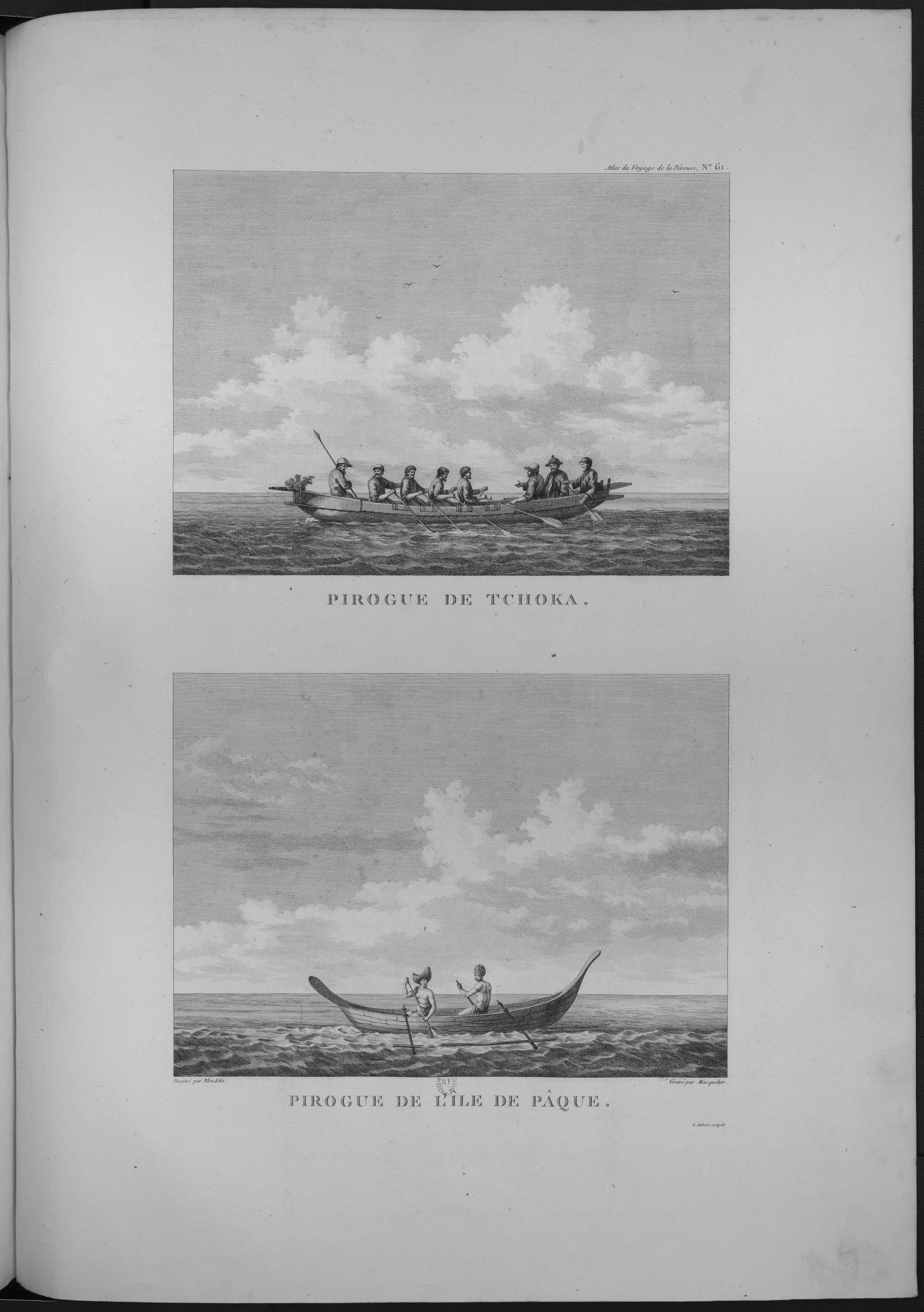
Pirogues de Tchoka et de l'île de Pâques.
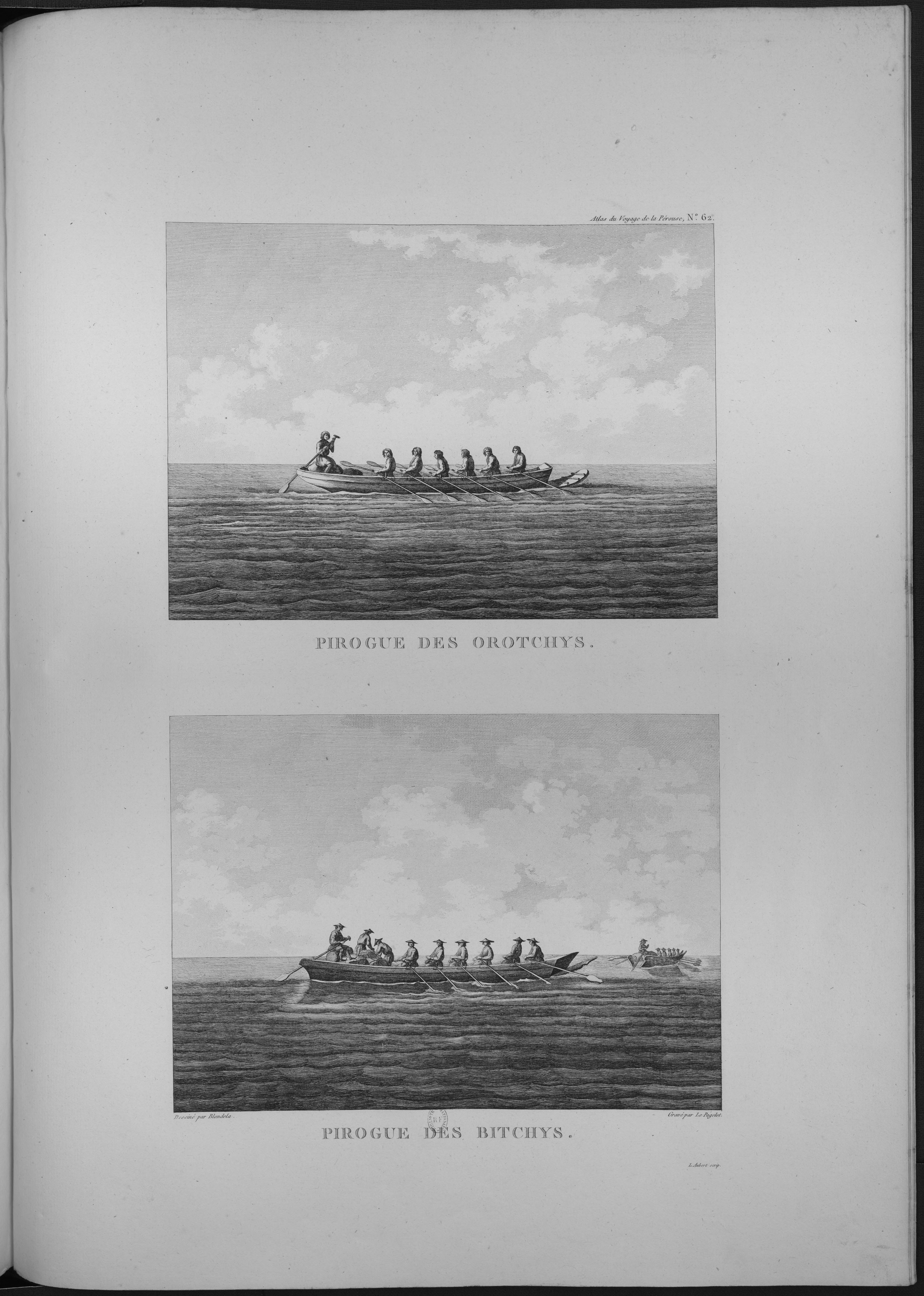
Pirogues des Orotchys et des Bitchys'.
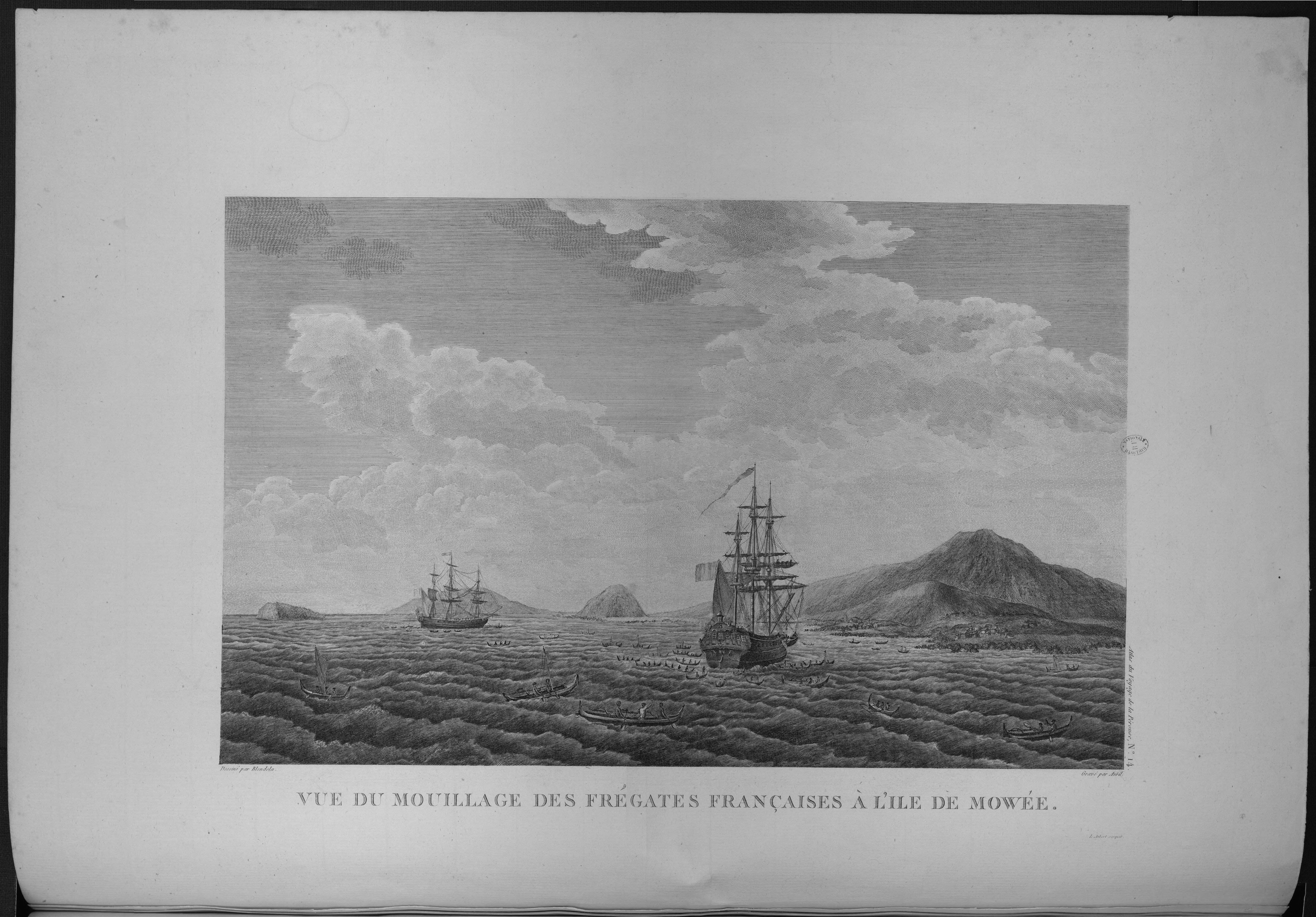
Vue du mouillage des frégates françaises à l'île de Mowée.
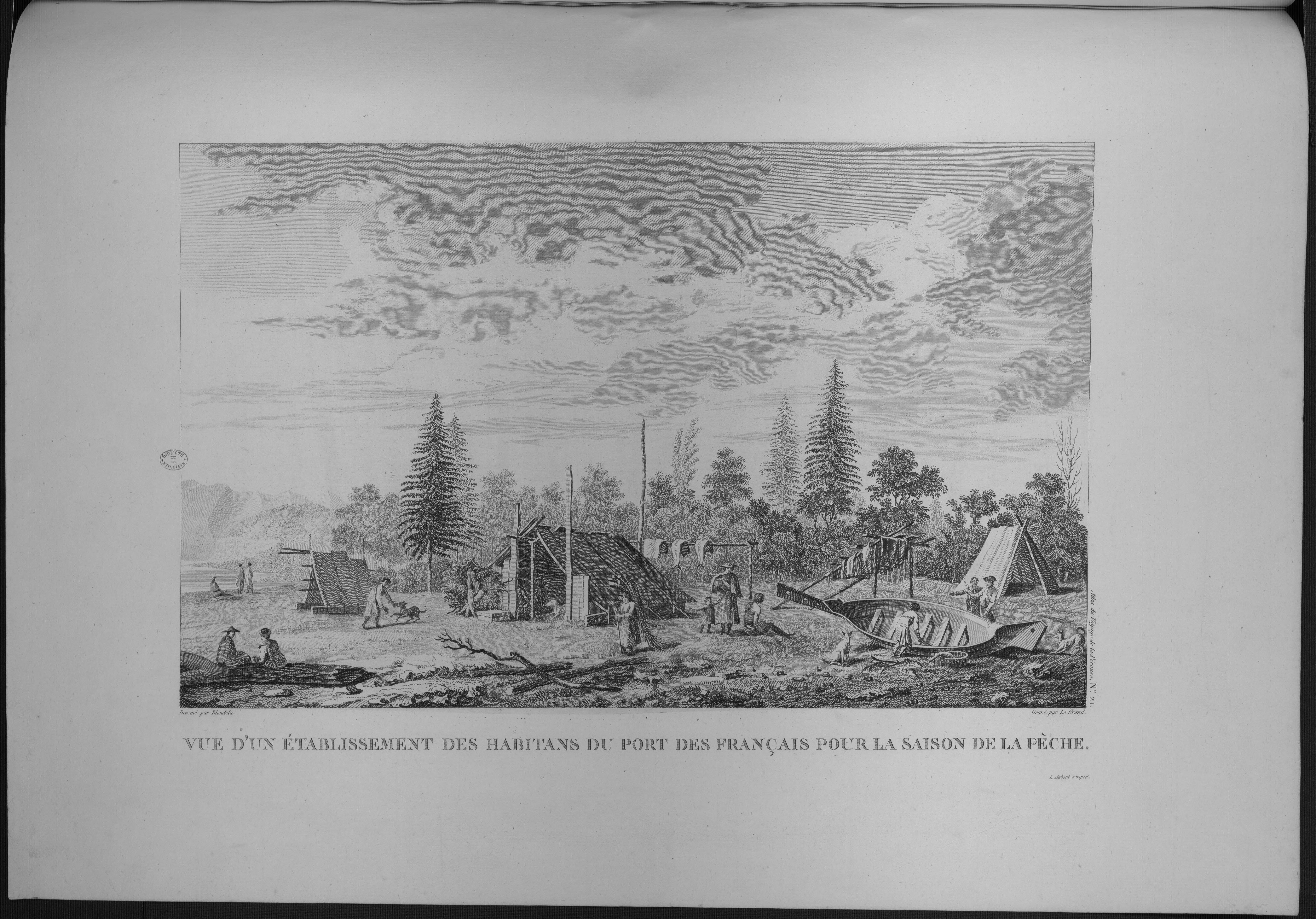
Vue d'un établissement des habitants du Port des Français pour la saison de la pêche.
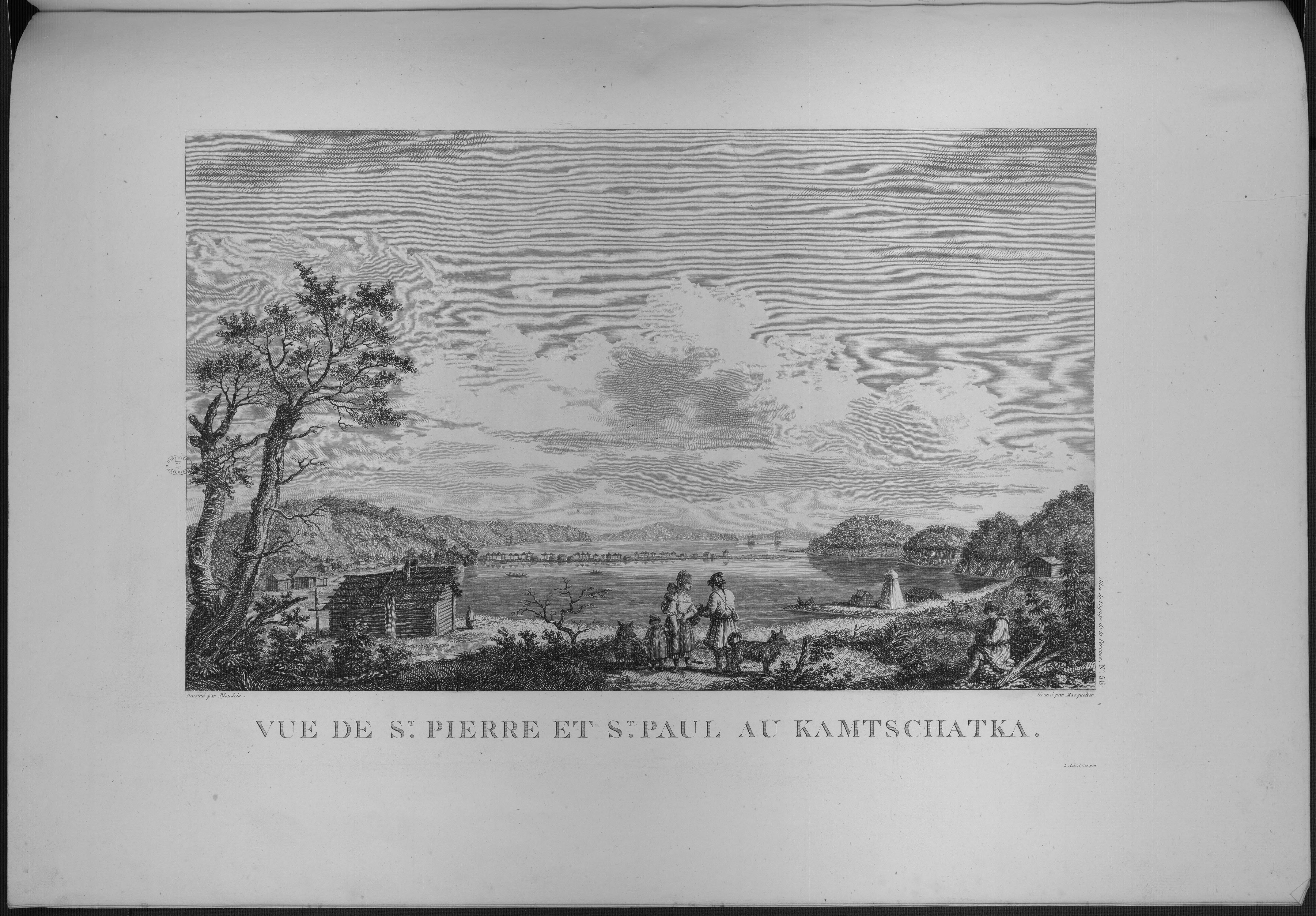
Vue de Saint-Pierre et Saint-Paul au Kamtschtka.